# Rozina Cambos
Rozina (Rosina) Cambos (în ebraică רוזינה קמבוס; n. 17 decembrie 1951, Bacău - d. 4 decembrie 2012 Beit Dagan) a fost o actriță română și din 1983, actriță israeliană, de teatru, de cinematograf și televiziune. A jucat în limbile ebraică si română. S-a distins ca „actriță de caractere”, atât în roluri comice cât și dramatice.

## Biografie

### Copilăria, studiile și debutul
Rozina Cambos s-a născut în 1951 la Bacău, ca fiică a lui Vasile C.Cambos, care a fost director al Casei de cultură și regizor tehnic la Teatrul municipal Bacovia din Bacău, și al lui Lori Cambos (1926-1972), actriță la Teatrul Bacovia, de origine evreiască. Fratele ei mai mare, Eugen Genu Cambos este cântăreț și instrumentist de muzică pop și rock (cunoscut pentru performanțele în cadrul formațiilor „Roșu și alb” și „Eolic”). 
În copilărie Rozina Cambos a apărut în câteva spectacole teatrale pe scena teatrului Bacovia, ca de pildă piesele lui Aleksei Arbuzov Căsuța de la marginea orașului (1957) și Poveste din Irkutsk (1962).
După ce a fost o elevă eminentă a Liceului „Lucrețiu Pătrășcanu” din orașul natal, conform dorinței părinților ei, ea a început studii de medicină, dar după un an le-a întrerupt pentru a studia la Institutul de Artă teatrală și cinematografică „Ion Luca Caragiale” după ce în prealabil a luat lecții de actorie cu Ion Ghelu Destelnica. A terminat cu succes aceste studii în anul 1975.

## Activitatea artistică în România
A apărut în continuare vreme de opt ani pe scenele unor teatre din România ca de pildă Teatrul Tineretului din Piatra Neamț, Teatrul Giulești (cunoscut din 1990 ca Teatrul Odeon, la Sala Majestic), luând parte la numeroase spectacole, între care Macbeth (în rolul lui Lady Macbeth), Troienele de Euripide (Hecuba), Slugă la doi stăpâni de Goldoni (1976), Dragoste periculoasă de Th. Mănescu (1978, Teatrul Giulești)

## Activitatea artistică în Israel

### În teatru

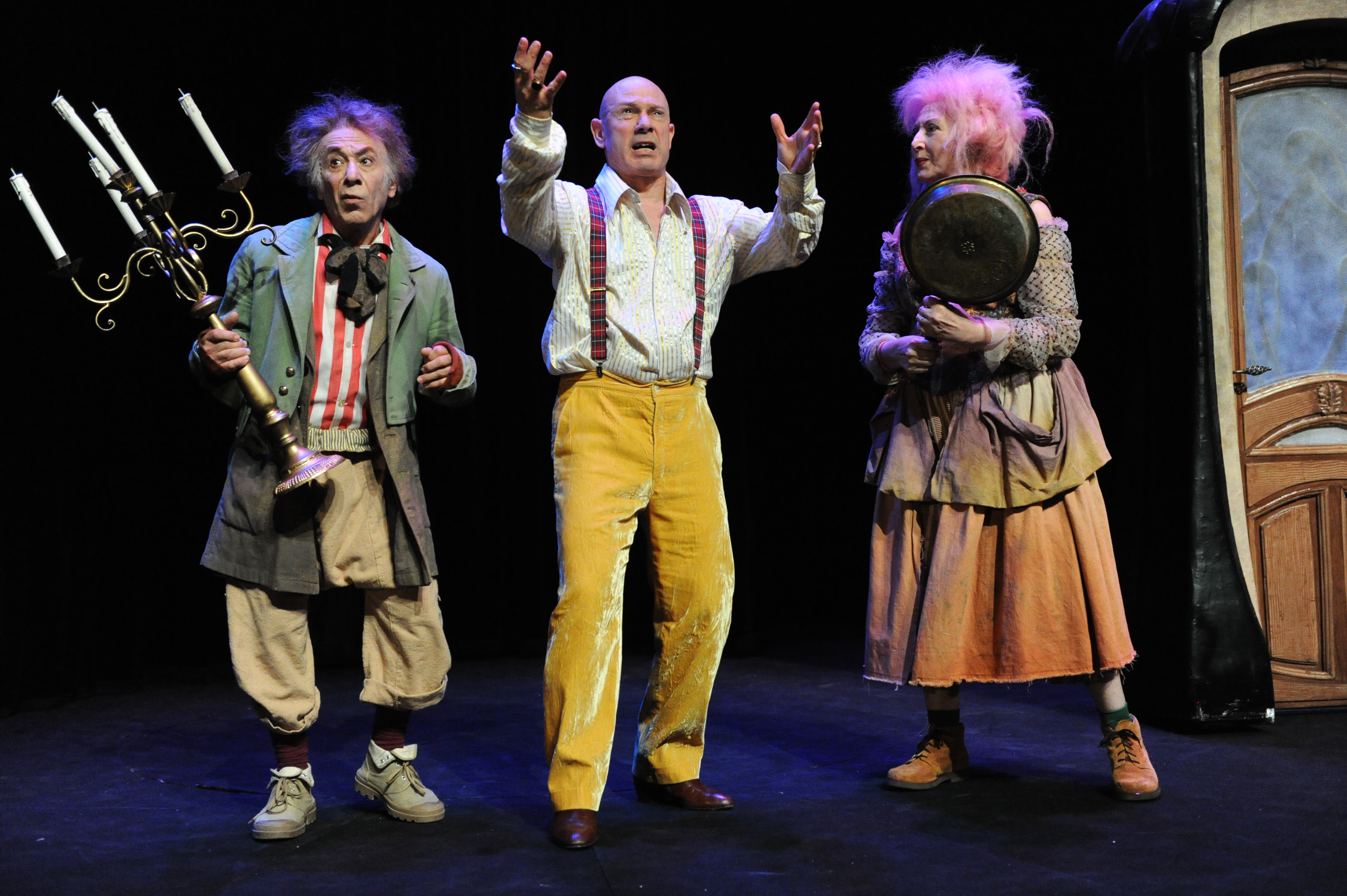
Rozina Cambos, în dreapta, alături de Rami Barukh și de Ezra Dagan în Școala femeilor de Molière, Teatrul Kameri din Tel Aviv, 2012

După ce primul ei soț, de profesie arhitect, a părăsit România, aflată atunci sub regimul ceaușist, stabilindu-se în Elveția, în 1983 Rozina Cambos a emigrat în Israel împreună cu fiul ei în vârstă de 4 ani.
La patru luni după venire și-a început cariera ca actriță în limba ebraică. A interpretat pe scena ebraică circa 200 de roluri. În anii 1984-1987 a jucat la Teatrul din Beer Sheva, în Visul unei nopți de vară (Hipolita și Titania), Bărbierul din Sevilla de Beaumarchais (Rosina), Don Juan se întoarce din război de Ödön von Horváth, Satana la Moscova, după Mihail Bulgakov (în regia Cătălinei Buzoianu, asistată de Adrian Giurgea), Îmblânzirea scorpiei (Caterina).
În anul 1987 Cambos a trecut la Teatrul național Habima din Tel Aviv, unde a jucat, între altele, în Cercul de cretă caucazian de Brecht, Nunta însângerată de F. Garcia Lorca, musicalul Cabaret de John Kander și Fred Ebb, Yehu de Ghilad Evron, Afacere de familie de Alan Ayckbourn, Anna Weiss de Mike Cullen (în rolul Annei), Livada cu vișini de Cehov.
Din 1999 Rozina Cambos a făcut parte din ansamblul Teatrului Kameri din Tel Aviv. Pe scena acestuia a jucat, între altele, în piesele Krum de Hanoch Levin (în rolul lui Dupa), Two Into One de Ray Cooney, în rolul lui Lady Chatterton, Pălăria de paie florentină de Eugène Labiche (în rolul baronesei de Champigny), Caviar și linte de Giulio Scarnicci și Renzo Tarabusi (Matilde), Netanya de Shmuel Hasfari (în rolul lui Rita Von Weisel), în rolul principal din Love Child de Joanna Murray- Smith, în Orașul petrolului de Hillel Mittelpunkt (în rolul prostituatei chioare de un ochi Madeleine), în Dona Rosita de Lorca (mătușa), în piesele Shmo holekh lefanav (I s-a dus vestea) și Ketuba de Ephraim Kishon (vecina), în Întoarcere la Haifa de Boaz Gaon, după Ghassan Kanafani (Myriam). De asemenea a jucat la Teatrul „Hasifriya” din Ramat Gan alături de Dov Reiser în Enrico IV de Luigi Pirandello(1997).

### În filme de cinema și televiziune
Rozina Cambos a participat la numeroase seriale și programe israeliene de televiziune, între care Inyan shel zman (Chestiune de timp), Bnot Braun (Fetele Braun), programul satiric „Zehu ze”, „Itshe”, serialele Florentin, Johnny, Pilpelim tzehubim (Ardei galbeni, în rolul unei profesoare severe de pian dintr-un kibuț din Arava). Ea a jucat și în multe filme artistice israeliene, ca de exemplu Sipurey Tel Aviv (Povestiri din Tel Aviv în rolul lui Madam Bonner), Spasibo King George, Shirat Hasirena (Cântecul sirenei), Hadvarim shemeahorey Hashemesh (Lucrurile din spatele Soarelui, în rolul unei surori medicale oncologice), coproducția franco-germano-israelo-română Shlihuto shel hamemune al mashabez enosh (Misiunea directorului de resurse umane, în rolul doamnei consul) după romanul lui A. B. Yehoshua, filmul de televiziune Mivtza Savta (Operația Bunică). in rolul lui Drora, secretara kibuțului) cea nimfomană, în telenovela Sapir, și în filme studențești.
În anul 2012 a început, în ciuda bolii, să ia parte activă la serialul comic Mishpaha lo bohrim (Familia nu se alege) pe canalul israelian 2, alături de actorul Shlomo Bar Abba, de asemenea la serialul Ima veabaz de pe canalul Hot3. Ele au fost difuzate pe micul ecran la scurt timp înainte de decesul actriței. De asemenea s-a numărat între actorii care au asigurat dublajul la filmul de desene animate Trolul din parcul fermecat

## Boala și decesul
În familia ei maternă plana pericolul cancerului de sân, căruia i-au căzut victime precoce bunica și mama ei, actrița Lory Cambos (la vârsta de 46 de ani). În anul 1993. Rozina Cambos s-a îmbolnăvit prima dată de cancer uterin, a fost operată și apoi și-a reluat activitatea. În 2005 artista s-a îmbolnăvit de cancer de sân, a urmat o intervenție chirurgicală și tratamente după care și-a revenit. Începând din anul 2010, Rozina Cambos s-a îmbolnavit de leucemie și a urmat în mai multe rânduri tratamente oncologice și, în ciuda suferinței și impedimentelor ridicate de terapii, și-a continuat cu energie și succes activitatea artistică până în august 2012, când boala s-a agravat foarte mult. Ea a decedat la aproape 61 de ani, în locuința sa din Beit Dagan,, la sud de Tel Aviv, la 4 decembrie 2012. A doua zi, sicriul ei a fost expus pentru un ultim omagiu în localul Teatrului Kameri din Tel Aviv, apoi a fost înhumată la Cimitirul Yarkon.
Rozina Cambos a lăsat în urma ei pe soțul ei, Doron Oz-Ami și doi fii: Tommy și Adam.

## Filmografie
- Zestrea (1973)
- Cercul magic (1975)
- Înghițitorul de săbii (1982)

## Premii și distincții
- 1986 - Premiul Radiodifuziunii israeliene pentru rolul Rozei din piesa Tzarikh Fiat bahaim („În viață trebuie să ai Fiat” - Clacson, trombette e pernacchi) de Dario Fo la Teatrul municipal Beer Sheva
- 1997 - Premiul Rafael Klaczkin pentru rolul din piesa Anna Weiss [3]
- 1997 - Premiul Festivalului Teatrului monolog Teatronetto pentru cea mai bună actriță, datorat interpretării spectacolului Leorekh Hakirot (În lungul zidurilor), în adaptarea și regia lui Noya Lantzet, după romanul lui Jacob Buczan Copil străveziu despre viața autorului în timpul Holocaustului
- 1998 - Premiul pentru teatru pentru jocul ei în spectacolul Holkhim bahoshekh (Cei mergând pe întuneric) de Hanoch Levin la Teatrul Habima
- septembrie 2010 - Premiul Ophir al industriei cinematografice israeliene pentru cea mai bună actriță în rol secundar, pentru rolul de consul al Israelului în filmul Misiunea directorului de resurse umane[3]
- 2012 - nominalizare în Statele Unite pentru premiul Helen Hayes la categoria cea mai bună actriță de teatru, pentru interpretarea ei în piesa Întoarcerea la Haifa, premiul fiind în cele din urmă câștigat de actrița australiană Cate Blanchett

## In memoriam
- Filmul documentar românesc Destinul unei actrițe (2011) produs de Irina Ifrimache, prezentat încă în timpul vieții ei, la Festivalul filmului evreiesc de la București.[4]